# Il capitano degli Ussari (film 1927)
Il capitano degli Ussari (The Stolen Bride) è un film muto del 1927 diretto da Alexander Korda.

## Produzione
Il film fu prodotto dalla First National Pictures.

## Distribuzione
Distribuito dalla First National Pictures, il film - presentato da Richard A. Rowland - uscì in prima negli USA l'8 agosto 1927 e nelle sale il 10 agosto. In Italia, distribuito sempre dalla First National, uscì nel febbraio del 1929. In Germania dove prese il titolo tedesco di Die gestohlene Braut, la distribuzione fu affidata alla Deutsche First National Pictures GmbH (Defina).